# 桑德羅·列治
桑德羅·梅拉·列治（Sandro Meira Ricci，1974年11月19日—），巴西足球裁判，同時他也是一名公務員。2003年，他正式成為球證，2010年被評為巴西最佳球證。翌年，成為國際足協的國際裁判。之後，他曾為南美自由盃、世界冠軍球會盃和2014年世界盃南美洲區外圍賽執法。2014年1月，成為2014年世界盃的球證之一。

## 資料來源
1. ↑  .   [2014-06-09]. （原始内容存档于2016-12-30）.
2. ↑  .   [2014-06-09]. （原始内容存档于2015-04-02）.